# Зброжківка
Збро́жківка — село Раухівської селищної громади у Березівському районі Одеської області в Україні. Населення становить 368 осіб.

## Населення
Згідно з переписом 1989 року населення села становило 355 осіб, з яких 152 чоловіки та 203 жінки.
За переписом населення 2001 року в селі мешкало 368 осіб.

### Мова
Розподіл населення за рідною мовою за даними перепису 2001 року:
| Мова       | Чисельність | Відсоток |
| ---------- | ----------- | -------- |
| українська | 352         | 95,65%   |
| російська  | 16          | 4,35%    |
| Усього     | 368         | 100%     |